# Gypsophila licentiana
Gypsophila licentiana är en nejlikväxtart som beskrevs av Hand.-mazz. Gypsophila licentiana ingår i släktet slöjor, och familjen nejlikväxter. Inga underarter finns listade i Catalogue of Life.